# Elgin Bridge (Singapur)

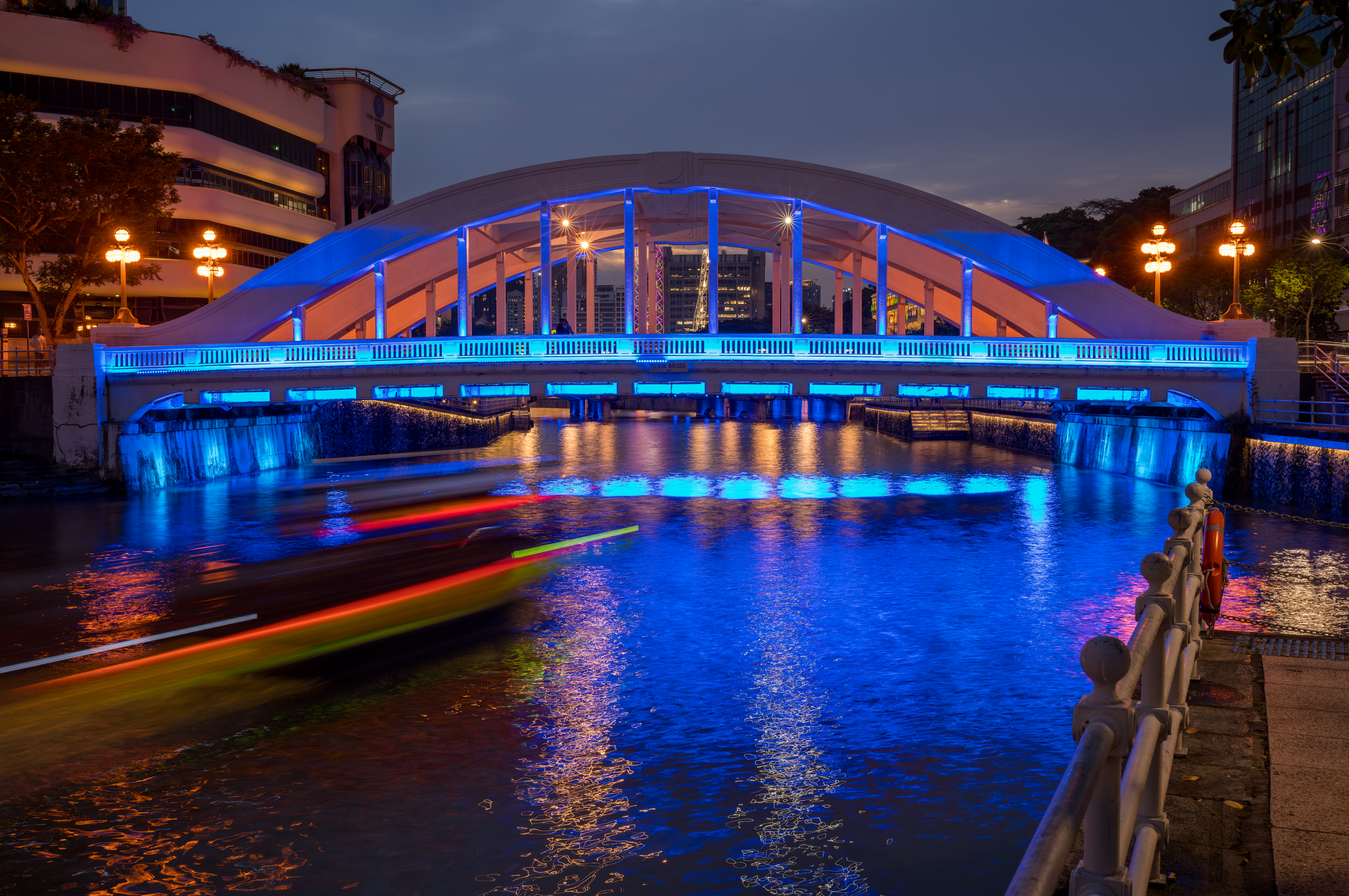
Nachtansicht der Elgin Bridge (August 2023)

Die Elgin Bridge ist eine Bogenbrücke für Fahrzeuge über den Singapore River in Singapur. Sie überquert den Fluss zwischen der North Bridge Road und South Bridge Road an der Grenze der Planungsgebiete Downtown Core und Outram. Die heutige Brücke ist von 1929 und sie wurde nach dem früheren Generalgouverneur von Indien, Lord Elgin benannt.

## Geschichte
Die Brücke hat eine wechselvolle Geschichte, sowohl was die Namen als auch das verwendete Material betrifft. Aus frühen Aufzeichnungen lässt sich schließen, dass sich an der Stelle, wo sich heute die Elgin Bridge befindet, früher ein einfacher hölzerner Steg, noch keine Brücke, über den Singapore River erstreckte. Dieser Steg wurde um 1819 gebaut, trug keinen Namen und wurde 1822 ersetzt.
Die heutige Brücke ist bereits die vierte, die an der gleichen Stelle gebaut wurde:
- 1822 wurde an der gleichen Stelle die erste Brücke über den Singapore River erbaut. Es war eine hölzerne Brücke, konstruiert vom Oberst Philip Jackson. Bis 1840, als die Coleman Bridge eröffnet wurde, war das der einzige Übergang über den Fluss. Die Brücke nannte man Presentment Bridge, bekannt sind auch Namen Jackson Bridge und Monkey Bridge.
- Nach einigen Reparaturen zwischen 1827 und 1842 wurde sie abgerissen und durch eine andere Brücke, gebaut ebenfalls aus Holz, ersetzt. Benannt wurde sie nach ihrem Erbauer, J. T. Thomson, Thomson Bridge. 1845 und 1870 wurde sie erweitert.
- 1862 importierte man aus Kalkutta die Konstruktion einer eisernen Brücke, entworfen von George Lyon. Sie wurde nach Lord Elgin benannt. 1886 wurde sie erweitert und verstärkt, um Straßenbahnen tragen zu können.
- Diese Brücke wurde am 23. Dezember 1926 und im Januar 1927 abgebaut, um Platz für eine neue Brücke zu machen. Das Stahlgerüst aus Glasgow bekam eine Ummantelung aus Beton, entworfen von T. C. Hood. Es wurde auf sechs im Flussbett versenkte Caissons gesetzt, sie besteht aus drei Bögen mit Hängesäulen. Die Brücke hatte zwei Fahrspuren von je 7,5 Meter und auf jeder Seite einen Fußgängerweg von etwa je 1,5  Meter. Die Brücke wurde im Oktober 1928 fertiggestellt, am 30. Mai 1929 offiziell eröffnet; sie behielt den Namen Elgin Bridge.

Als weitere Bezeichnungen für die Elgin Bridge sind die chinesischen Namen 铁吊桥 „thih tiau kio“ (in Hokkien) und „thit tiu khiu“ (kantonesisch) bekannt; beides bedeutet „eiserne Hängebrücke“, ferner 水仙门吊桥头 „chui sien mng tiau kio thau“ für Hängebrücke bei Shuixian Gate, wie die Einheimischen das Gebiet nannten: Tor der Wasser-Fee (Water Fairy Gate).